# Lavabos públics as Racó
Els Lavabos públics as Racó és una obra de Begur (Baix Empordà) inclosa a l'Inventari del Patrimoni Arquitectònic de Catalunya.
Edifici de planta rectangular dividit en 2 cossos (lavabos de diferents sexes) de planta rectangulars i amb una paret cilíndrica, al darrere, per a cada lavabo i que és l'accés a ells.
Els 2 cossos estan il·luminats per una claraboia piramidal.
Els 2 cossos s'unifiquen per un altre que sobresurt i que és un frontó clàssic surant dels anteriors per 4 punts a les cantonades. La coberta d'ell és a 2 aigües i de teula. Al mig dels frontons hi ha un òcul.
L'espai cobert pel frontó té una font de ceràmica hexagonal (de pica) i la zona d'aixetes és quadrada.
Tot ell està pintat de blanc.
Cal dir que els cossos cilíndrics de les entrades als lavabos neixen de l'espai central. Aquest espai està aixecat damunt una petita plataforma.